# Филипини на Светском првенству у атлетици на отвореном 2015.
Филипини су учествовали на Светском првенству у атлетици на отвореном 2015. одржаном у Пекингу од 22. до 30. августа четрнаести пут. Репрезентацију Филипина представљао је један такмичар који се такмичио у трци на 400 метара са препонама.,
На овом првенству такмичар Филипина није освојио ниједну медаљу нити остварио неки резултат.

## Учесници
Мушкарци:
- Ерик Креј — 400 м препоне

## Резултати

### Мушкарци
| Атлетичар | Дисциплина    | Лични рекорд | Квалификације | Квалификације | Полуфинале           | Полуфинале           | Финале               | Финале       | Детаљи |
| Атлетичар | Дисциплина    | Лични рекорд | Резултат      | Место         | Резултат             | Место                | Резултат             | Место        | Детаљи |
| --------- | ------------- | ------------ | ------------- | ------------- | -------------------- | -------------------- | -------------------- | ------------ | ------ |
| Ерик Креј | 400 м препоне | 49,12 НР     | 50,04         | 6. у гр. 4    | Није се квалификовао | Није се квалификовао | Није се квалификовао | 33 / 40 (44) |        |